# Carlos Gómez (baseball)
Pour les articles homonymes, voir Carlos Gómez et Gómez.
Carlos Argelis Gómez Peña (né le 4 décembre 1985 à Santiago, République dominicaine) est un voltigeur des Rangers du Texas de la Ligue majeure de baseball. 
Invité deux fois au match des étoiles, Carlos Gómez est un excellent joueur en défensive qui remporte un Gant doré et le prix Fielding Bible du meilleur champ centre défensif du baseball majeur en 2013.

## Carrière

### Mets de New York

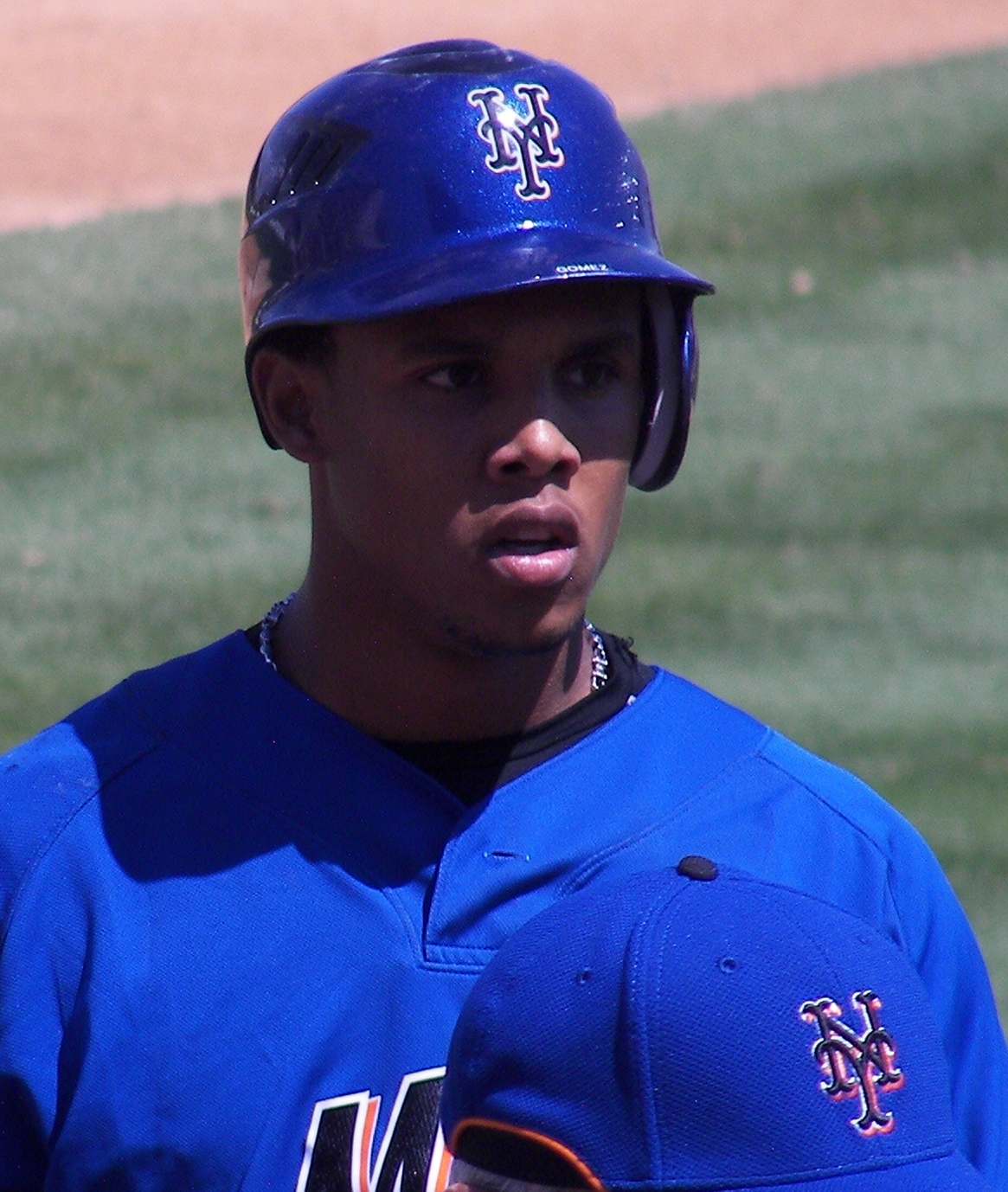
Carlos Gomez en 2007 avec les Mets.

Carlos Gómez signe son premier contrat professionnel avec les Mets de New York en 2002. C'est avec cette équipe qu'il fait ses débuts dans le baseball majeur le 13 mai 2007. Il dispute 57 parties pour les Mets avant d'être un des joueurs que l'équipe transfère aux Twins du Minnesota le 2 février 2008 pour acquérir le lanceur étoile Johan Santana.

### Twins du Minnesota
Gómez est le voltigeur de centre de confiance des Twins en 2008. Il participe à 153 matchs et frappe pour ,258 de moyenne au bâton avec 59 points produits et 33 buts volés.
En 2009, sa moyenne chute à ,229 et son nombre de points produits (28) également. Il vole 14 buts. Il participe aux séries éliminatoires pour la première fois mais est blanchi en quatre présences au bâton dans la Série de divisions perdue par les Twins devant les Yankees de New York.
Carlos Gomez passe aux Brewers de Milwaukee le 6 novembre 2009 en retour du joueur d'arrêt-court J. J. Hardy.

### Brewers de Milwaukee

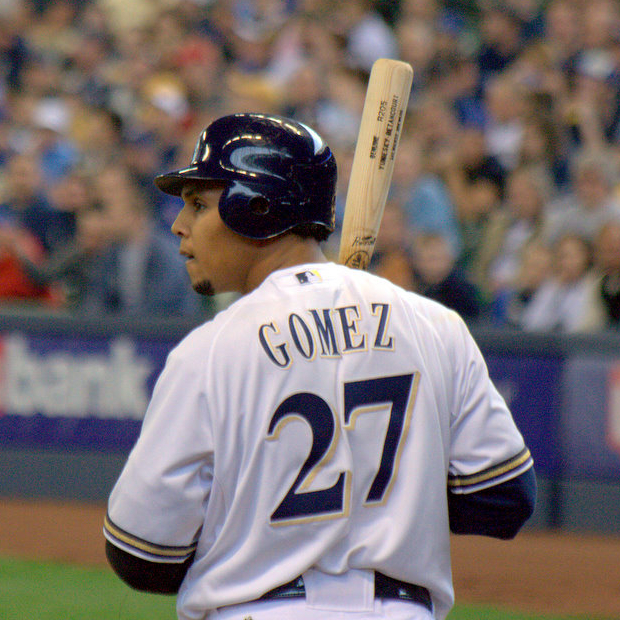
Carlos Gómez en 2011.

#### Saison 2010
Le nouveau voltigeur de centre des Brewers frappe pour ,247 de moyenne au bâton en 97 durant la saison régulière de 2010, avec cinq circuits, 24 points produits et 18 buts volés.

#### Saison 2011
En 94 matchs pour Milwaukee en 2011, Gomez frappe 8 circuits, produit 24 points et vole 16 buts. De retour en éliminatoires, il frappe trois coups sûrs en quatre présences au bâton avec un circuit, deux points marqués, deux points produits et deux buts volés dans les trois parties de Série de divisions qu'il dispute contre Arizona.

#### Saison 2012
En 2012, Gómez vole un nouveau record personnel de 37 buts, aidant les Brewers à mener les Ligues majeures à ce chapitre cette saison-là. Il élève sa moyenne au bâton à ,260. Il produit 51 points en 137 matchs, atteint un record personnel de 19 circuits et sa moyenne de puissance de ,463 est sa plus élevée en carrière. Il doit devenir joueur autonome après la saison 2013 mais le 13 mars 2013 il accepte une prolongation de contrat de 24 millions de dollars pour trois ans qui le lie aux Brewers jusqu'à la fin de la saison 2016.

#### Saison 2013

Carlos Gómez défend le champ extérieur des Brewers en 2011.

En 2013, Carlos Gómez s'impose parmi les meilleurs joueurs du baseball et reçoit sa première invitation au match des étoiles. Il réussit de nouveaux sommets personnels dans la plupart des catégories offensives : pour les circuits (24), les doubles (27), les triples (10), les buts volés (40), les points produits (73), les points marqués (80), la moyenne au bâton (,284), la moyenne de présence sur les buts (,338) et la moyenne de puissance (,506). Il est 2e de la Ligue nationale pour les triples, 4e pour les vols de buts, 4e pour le taux de succès (85,1 %) en tentative de vol, 7e pour la moyenne de puissance et 8e avec 61 coups sûrs de plus d'un but.
Mais c'est aussi par son jeu défensif spectaculaire au poste de voltigeur de centre que Gómez s'illustre. Il vole cinq circuits aux frappeurs adverses en sautant et étirant son gant par-dessus la clôture du champ extérieur, plus que tout autre joueur dans les majeures, aucun autre voltigeur n'ayant réussi plus de deux jeux de la sorte dans l'année. C'est aussi un record depuis 10 ans, soit depuis que la statistique est compilée. Avec 38 points sauvés en défensive (Defensive Runs Saved), Gómez enregistre le 3e meilleur total de l'histoire (la statistique est compilée depuis 2003) derrière le voltigeur de droite d'Arizona, Gerardo Parra, et le joueur d'arrêt-court d'Atlanta, Andrelton Simmons,. Carlos Gómez remporte en 2013 le prix Fielding Bible remis au meilleur champ centre des majeures, et le Gant doré parmi les voltigeurs de la Ligue nationale. C'est le premier joueur des Brewers à gagner un Gant doré depuis l'arrêt-court Robin Yount en 1982.
Le 25 septembre 2013, Carlos Gómez est impliqué dans un incident inusité lors d'un victoire de 4-0 des Brewers sur les Braves, à Atlanta. Dès la première manche du match, Gómez frappe un coup de circuit contre le lanceur partant des Braves, Paul Maholm. Le joueur des Brewers invective le lanceur en courant vers le premier but et continue sa course autour du losange en lançant ce qui apparaît être des injures envers le lanceur ou les joueurs des Braves, notamment le joueur de premier but Freddie Freeman. Lorsqu'il effectue les derniers pas de sa course, il se retrouve devant Brian McCann, le receveur des Braves qui, les bras croisés, lui bloque le passage vers le marbre. Le tout dégénère en mêlée générale au terme de laquelle Gómez, Freeman et le receveur substitut Gerald Laird des Braves, qui ne joue pas ce jour-là, sont tous expulsés du match. Gómez n'a jamais pu toucher le marbre et, techniquement, le coup de circuit devrait être annulé, mais l'arbitre appelle de l'interférence contre McCann, ce qui donne un point aux Brewers. Les causes de l'incident semblent remonter au 23 juin précédent, alors que Maholm avait atteint, intentionnellement selon Gómez, le joueur des Brewers d'un lancer à Milwaukee. Gómez est suspendu par la ligue pour un match après l'accrochage du 25 septembre.
Carlos Gómez termine en 2013 au 9e rang du vote désignant le joueur de l'année dans la Ligue nationale.

#### Saison 2014

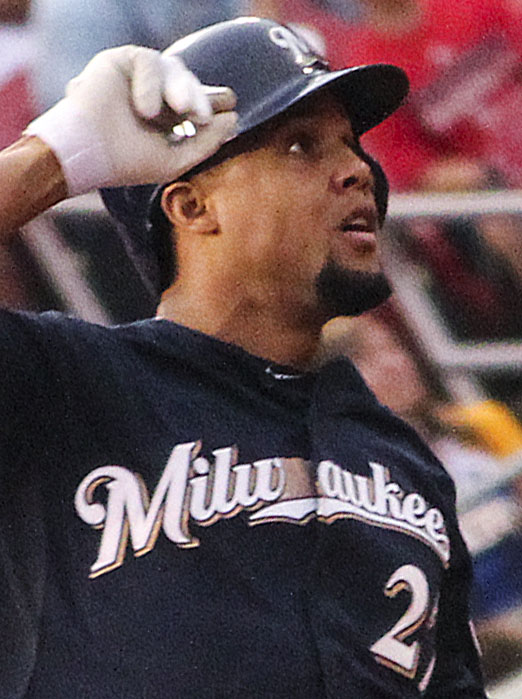
Carlos Gómez en 2014 avec les Brewers.

Le 22 avril 2014, Gómez est suspendu 3 matchs après une bagarre survenue deux jours plus tôt dans une rencontre face aux Pirates de Pittsburgh. La façon dont Gómez lance son bâton derrière lui après avoir cogné un triple contre le lanceur Gerrit Cole est l'élément déclencheur de l'altercation, qui débute lorsque le joueur des Brewers est au troisième but. Martín Maldonado, des Brewers, écope de la suspension la plus sévère (5 parties) tandis que chez les Pirates, Travis Snider est chassé deux matchs et Russell Martin un seul.
Il est voté sur l'équipe partante de la Ligue nationale pour le match des étoiles 2014.
En 148 matchs joués, un de plus que l'année précédente, en 2014, Gomez remet des statistiques offensives pratiquement identiques à celles de saison 2013 : sa moyenne au bâton (,284) est la même, tout comme son total de points produits (73) et il frappe 23 circuits, un seul de moins. Si sa moyenne de puissance tombe de ,506 à ,477 il augmente en revanche sa moyenne de présence sur les buts, en hausse de ,338 à ,356. Il marque 15 points de plus pour un total de 95 et réussit 7 doubles supplémentaires pour en compter 34. Il réussit 4 triples (contre 10 l'année d'avant) et au lieu de 40 buts volés en 47 tentatives en réussit 34 en 46 essais. Il termine 16e du vote de fin d'année désignant le joueur par excellence de la Ligue nationale.

### Astros de Houston

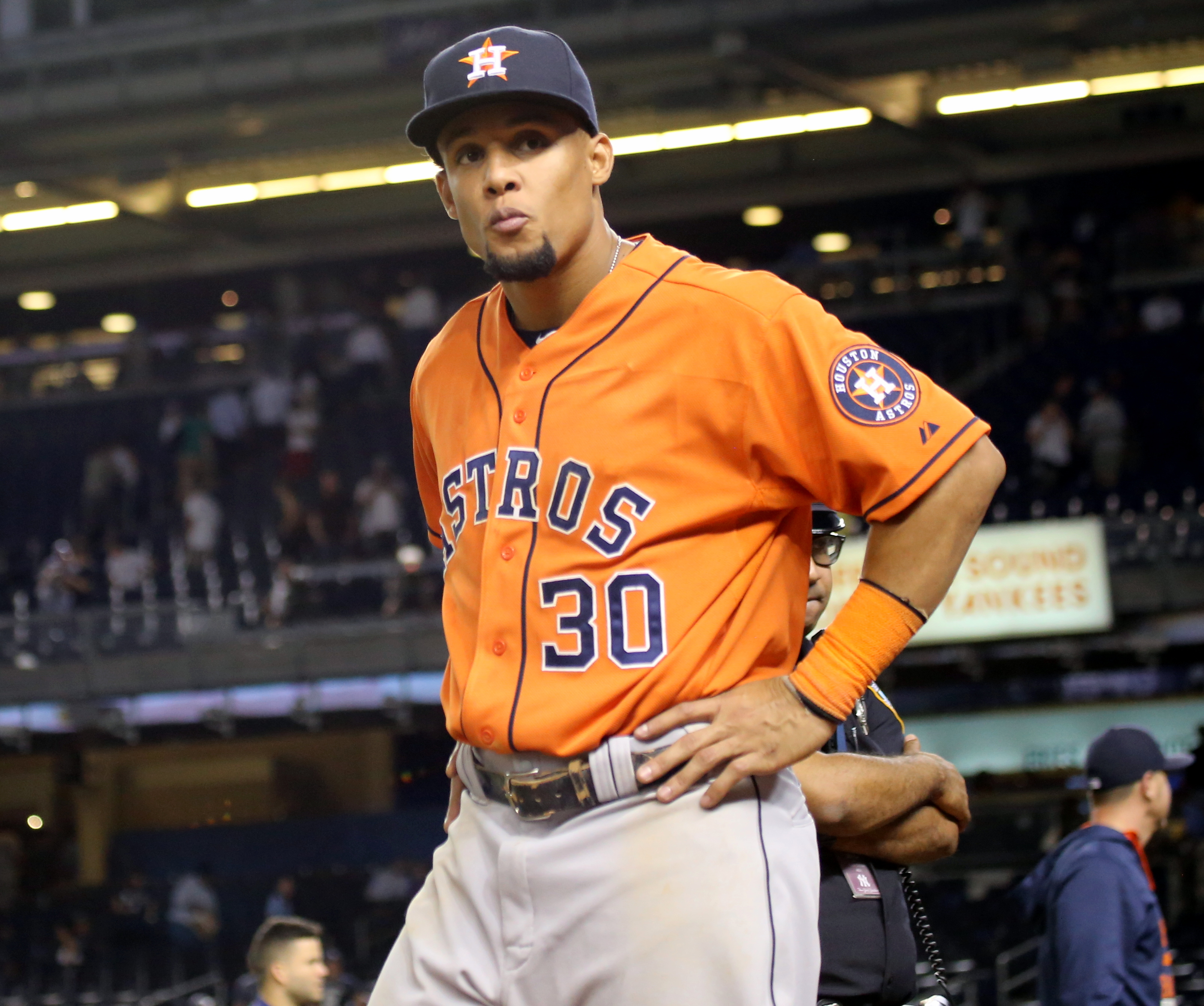
Carlos Gómez le 25 août 2015 avec les Astros de Houston.

Le 30 juillet 2015, Milwaukee échange Carlos Gómez et le lanceur droitier Mike Fiers aux Astros de Houston pour quatre joueurs de ligues mineures : les voltigeurs Brett Phillips et Domingo Santana, le lanceur droitier Adrian Houser et le lanceur gaucher Josh Hader.
Une déception chez les Astros, Gómez est libéré de son contrat le 18 juillet 2016.

### Rangers du Texas
Le 20 juillet 2016, Gómez rejoint les Rangers du Texas, avec qui il signe un nouveau contrat pour la saison 2017.